# Saguinus melanoleucus
Saguinus melanoleucus är en primat i släktet tamariner som förekommer i nordvästra Brasilien. Den listades tidigare som underart till Saguinus fuscicollis men godkänns numera oftast som art.
Liksom andra tamariner når arten en kroppslängd omkring 25 cm (huvud och bål) samt en svanslängd omkring 38 cm. Djuret har en ljusgrå till vitaktig pälsfärg (se foto) vad som skiljer den från Saguinus fuscicollis.
Utbredningsområdet ligger i västra delen av de brasilianska delstaterna Acre och Amazonas samt angränsande områden av Peru. Regionen är täckt av tropisk regnskog och andra skogar.
Även i levnadssättet liknar arten andra tamariner. Individerna bildar flockar med upp till 15 medlemmar som klättrar i träd. De äter frukter, blommor, nektar, naturgummi och små djur som insekter, grodor och ödlor.
Saguinus melanoleucus hotas i viss mån av landskapsförändringar men den listas av IUCN fortfarande som livskraftig (LC).